# Банщиково (Притобольний район)
Ба́нщиково (рос. Банщиково) — присілок у складі Притобольного району Курганської області, Росія. Входить до складу Гладковської сільської ради.
Населення — 104 особи (2010, 153 у 2002).
Національний склад станом на 2002 рік:
- росіяни — 99 %